# Raymond Gambini
Raymond Gambini, né le 15 avril 1937 à Marseille et mort le 28 novembre 2023 à Aix-en-Provence, est un ingénieur en informatique et télécommunication, maître de conférences des universités et entrepreneur reconnu dans le domaine des logiciels de simulation d'entreprise ou jeu d'entreprise.
Fondateur du centre de calcul de la faculté des sciences économiques d'Aix en Provence (université d'Aix-Marseille), il en assure la direction pendant plusieurs années. Il fera découvrir à plusieurs générations d'étudiants différentes disciplines comme l'informatique et la recherche opérationnelle. Il est également l'un des pionniers en France dans le développement de logiciels de formation en sciences de gestion, basés sur des pédagogies actives et les mécanismes de jeu (« Gamification »).

## Biographie
Raymond Gambini est né le 15 avril 1937 à Marseille et mort le 28 novembre 2023 à Aix-en-Provence.
Ingénieur des télécommunications (Télécom Paris, promotion 1961)

## Enseignant
- Directeur de Centre de Calcul (Université Aix-Marseille II) de janvier 1970 - décembre 1999 ;
- Maître de conférences et enseignant à la faculté des sciences économiques de l'Université d'Aix -Marseille II (cours d'Informatique et de recherche opérationnelle)
- Enseignant à l'ESSEC ;
- Enseignant à l'École Nationale d'Administration (ENA). Il aura eu parmi ses nombreux étudiants un futur président de la république en la personne de François Hollande[2].

En 1985, Raymond Gambini participe  également au lancement d'une nouvelle formation commune aux universités d'Aix-Marseille II-et III :  la Maîtrise des Méthodes Informatiques Appliquées à la Gestion (MIAGE). Il intègre son équipe d'animation permanente. La direction du programme sera assurée par le Pr. Jean-Louis Lemoigne.
Adepte d'une pédagogie participative, active et basé sur le jeu, au début des années 1980 son cours introductif d'initiation à l'informatique se termine invariablement par une invitation à investir les salles de terminaux informatiques en libre accès pour les étudiants et se connecter au mini-ordinateur de la faculté pour jouer à Mystery Mansion.
Un appel, largement entendu par les étudiants qui se passionnent pour ce jeu d'enquête dont le but est de trouver des trésors ; résoudre un meurtre ;... et qui sera pour beaucoup un premier contact avec le domaine informatique et les terminaux passifs de cette époque et pour certains le point d'origine de leurs futures carrières informatiques.
« The object of the single-player game is to find one's way through a run-down, foreboding mansion in order to find various treasures, solve a murder, sleep with the maid (if very lucky), and avoid getting "killed" in the process all before the mansion is destroyed by fire at midnight to end the game. In addition to the 3 rooms x 3 rooms x 3 stories cube-shaped mansion, there are gardens, tunnels, nefarious characters, and other obstacles to make one's way through or around. Being text-based, there are no illustrations at all, so the player has to imagine everything that is being described » En 1984, il contribue au premier numéro du magazine « Déclic » et décrit dans un article de fiction visionnaire une arnaque informatique mondiale qui préfigure les actes de Hacking qui se multiplieront au cours des décennies qui suivront avec la naissance du réseau mondial Internet.

## Entrepreneur dans le domaine des logiciels de jeux d'entreprise
À la suite des premiers succès de ses logiciels de formation à base de simulation d'entreprises, il fonde la société d'édition de logiciels « Be Soft » (Business Education Software), spécialisée dans l'édition de jeux de simulation d'entreprises pour différents secteurs d'activités et basés sur des pédagogies actives et les mécanismes de jeu (« Gamification »).
Les participants, répartis en différentes d’équipes, gèrent des sociétés fictives, concurrentes sur un marché donné et doivent définir la stratégie de leur société qui portera sur la politique de production, commerciale et financière, réagir à des situations non prévues... Les participants sont ainsi amenés à prendre périodiquement un certain nombre de décisions collectives de gestion d'une entreprise.
Il développera, au fil des années, en partenariat avec les meilleures universités et écoles de commerce et de gestion française une gamme complète de logiciels de formation à base de simulation d'entreprise.
Il occupera successivement les postes de Directeur, puis de Président (à partir de 2019) de la société « Be Soft » avec laquelle il aura contribué à la formation de plusieurs dizaines de milliers d'étudiants et de professionnels en France mais aussi à l'international. C'est par exemple le cas en 2011 avec MEDISIM, un jeu d'entreprise spécifiquement développé pour représenter l'espace économique méditerranéen. Le jeu réunira virtuellement sur 2 mois, près de 100 étudiants de 8 pays du pourtour méditerranéen (Algérie, Égypte, France, Grèce, Liban, Maroc, Tunisie, Turquie)  travaillant en équipe et chargés de gérer des entreprises fictives en coopération et en concurrence. À cette occasion, Raymond Gambini déclarera : « Les politiques parlent beaucoup de collaboration en Méditerranée mais il y a peu d'actes. Ça, c'est du concret. Et même s'il ne s'agit que de business, les typologies des pays sont bien marquées. Le jeu oblige à observer et comprendre d'autres cultures » » En 2014, à l'occasion de la 7e édition des « Business Games », Challenge associant les étudiants de l’université d'Aix-Marseille, de Sciences Po’ Aix et de Centrale Marseille, Pierre Granier, doyen de la Faculté d’économie et de gestion d’Aix-Marseille Université, soulignera le rôle pionnier de Raymond Gambini dans l'introduction des jeux de simulation d'entreprise au sein des formations d'économie et de gestion des universités et écoles de commerce françaises.

## Publications
- « Macroéconomie européenne, MAcSim un logiciel de simulation », Augier, Brillet, Gilbert Cette, Gambini, septembre 2001,  (ISBN 978-2-7076-1270-0), 168 pages
- Europe et formation professionnelle. Colloque des 12 et 13 février 1991, Aix-en-Provence[7]
- Gambini R, A Computer Program for Calculating Lines of Equilibrium Between Multiple Centers of Attraction (Lawrence: University of Kansas Center for Regional Studies, (1968)
- Gambini R., Huff, D.L. & Jenks, G.F. Geometric properties of market areas. Papers of the Regional Science Association 20, 85–92 (1968).